# Paddy Ashdown

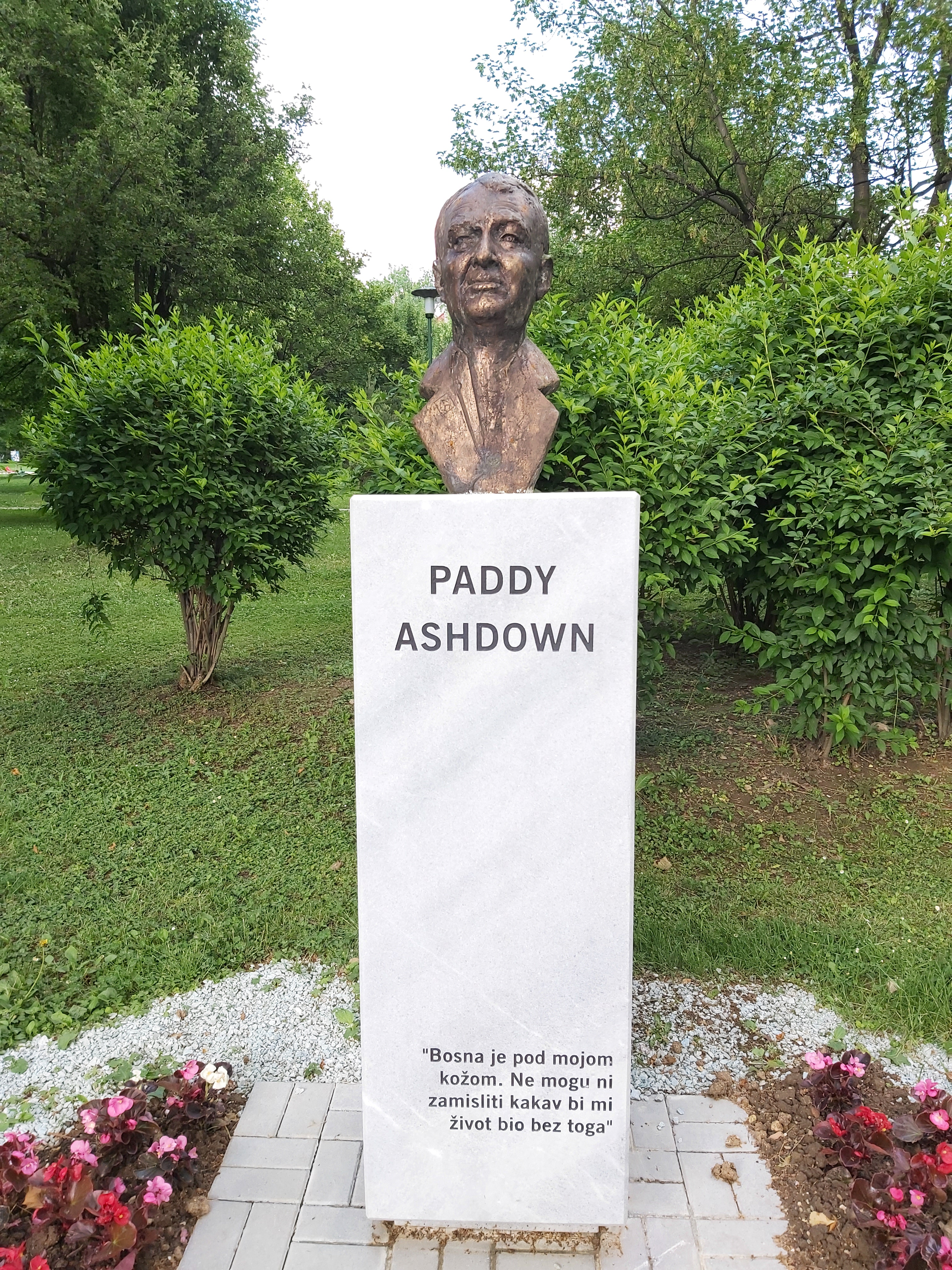
Byst av Paddy Ashdown i Sarajevo. Han var det internationella samfundets höge representant i Bosnien och Hercegovina 2002–2006.

Jeremy John Durham Ashdown, Baron Ashdown of Norton-sub-Hamdon, kallad Paddy Ashdown, född 27 februari 1941 i New Delhi, död 22 december 2018 i Norton-sub-Hamdon i Somerset, var en brittisk politiker. Han var partiledare för Liberaldemokraterna mellan 1988 och 1999, och det internationella samfundets höge representant i Bosnien och Hercegovina mellan 2002 och 2006.
Ashdown föddes i New Delhi, eftersom hans far var kapten i den brittisk-indiska armén. Han växte upp i Nordirland (därav smeknamnet Paddy) och gick på internatskola i Bedford. Mellan 1959 och 1972 var han officerare i Royal Marines; därefter arbetade han bland annat som diplomat. 1983 valdes han in i underhuset för valkretsen Yeovil, som representant för liberalerna. När liberalerna gick ihop med SDP och bildade liberaldemokraterna 1988 valdes han till det nya partiets första ledare.
Som partiledare förespråkade han samarbete med Labour, och hade regelbundna hemliga möten med Tony Blair om möjligheten av en koalitionsregering. Samarbetet fortsatte även efter Labours valseger 1997, bland annat rörande grundlagsreformer. Partierna tillsatte bland annat en utredning av valsystemet, som föreslog att ett mer proportionellt valsystem skulle införas. Regeringen antog dock inte förslaget, och efter att Charles Kennedy efterträdde Ashdown som partiledare 1999 kom samarbetet mellan de båda partierna att upphöra.
Efter att ha avgått som partiledare tilldelades Ashdown Imperieorden 2000 som Knight Commander, och adlades som Baron Ashdown of Norton-sub-Hamdon, of Norton-sub-Hamdon in the County of Somerset, när han lämnade underhuset vid valet 2001.
Efter att ha lämnat den aktiva brittiska politiken blev han det internationella samfundets höge representant i Bosnien och Hercegovina i maj 2002, efter att länge ha förespråkat internationella insatser i regionen. Strax dessförinnan hade han vittnat för åklagarsidan i rättegången mot Slobodan Milošević. Han kvarstod på posten till 2006.